# Neomuscina atincticosta
Neomuscina atincticosta är en tvåvingeart som beskrevs av John Otterbein Snyder 1949. Neomuscina atincticosta ingår i släktet Neomuscina och familjen husflugor. Inga underarter finns listade i Catalogue of Life.